# Борисов, Павел Алексеевич
Павел Алексеевич Борисов (род. 13 января 1986, Наро-Фоминск, Московская область) — российский футболист, защитник паралимпийской сборной РФ. Серебряный и бронзовый призёр летних Паралимпийских игр по футболу 7x7, заслуженный мастер спорта РФ.

## Награды
- Заслуженный мастер спорта России (2004)
- Знак Губернатора Московской области «Во славу спорта» (26 октября 2004)
- Медаль ордена «За заслуги перед Отечеством» II степени (19 ноября 2007) — за большой вклад в развитие физической культуры и спорта, высокие спортивные достижения на XII Паралимпийских играх 2004 года в Афинах
- Знак отличия «За заслуги перед Московской областью» (16 сентября 2008)
- Медаль ордена «За заслуги перед Отечеством» I степени (30 сентября 2009) — за большой вклад в развитие физической культуры и спорта, высокие спортивные достижения на XIII Паралимпийских играх 2008 года в Пекине